# 書面による準備手続
書面による準備手続（しょめんによるじゅんびてつづき）は、日本における民事訴訟手続において、争点と証拠の整理手続きの一つとして、当事者の意見を聞いて、双方の当事者または訴訟代理人が通信によって裁判官と協議、争いのある訴訟物に対して準備書面を交換して証拠調べの口頭弁論前の争点整理の弁論活動をする訴訟行為をいう。当事者等が遠方、疾病などの理由で出頭が困難な場合などに活用される。当事者等はそれぞれ自宅（または法律事務所）で通信を行い、裁判所に出頭しないため、裁判官や相手方は表情を確認できない。そのため、比較的若手の多い地方裁判所では必ず裁判長が主催すべきものとされている。
手続は、高等裁判所の場合は受命裁判官が主宰する。準備書面を提出することが要求される。争点整理と口頭弁論における証拠方法が終了するとその後の口頭弁論期日に別の主張をする場合には説明義務がある。